# Rhodoïd

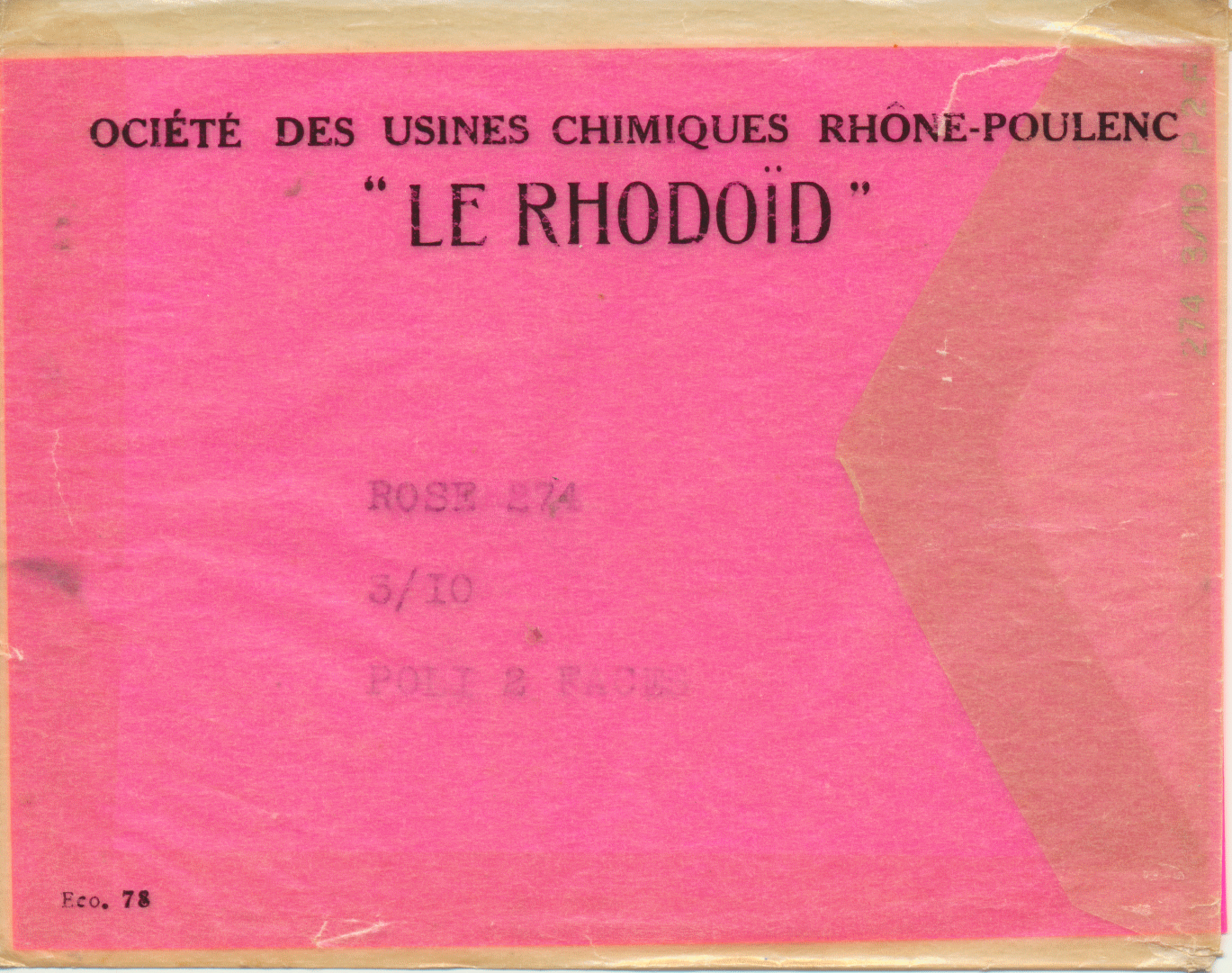
Un échantillon de Rhodoïd.

Le Rhodoïd, créé par Rhône-Poulenc vers 1917, est une marque déposée pour désigner une matière plastique à base d'acétate de cellulose, transparente et incombustible. Son nom est un mot-valise formé à partir de Rhône-Poulenc et celluloïd.
Le terme Rhodoïd est utilisé couramment pour désigner ce matériau, mais la société s'oppose à cet usage.
Le Rhodoïd sert à fabriquer toutes sortes d'objets qui demandent une matière transparente et qui, pour des questions de sécurité, ne prennent pas feu. Par exemple, des poupées sont faites avec cette matière plastique.
Le plus souvent, ce terme désigne une feuille de plastique transparent, à base d'acétate de cellulose, censée être incombustible (certains films cellulosiques sont ou étaient au contraire très inflammables).
En réalité, le terme s'étend aussi à des produits à base de polyester. Dans ce dernier cas, l'incombustibilité n'est pas garantie mais, en revanche, certains avantages apparaissent : résistance aux rayonnements ultraviolets, adhérence supérieure, etc.
L'adhérence de la peinture sur cette substance utilisée comme support est variable selon le type de produits et les adjuvants.